# Bernat capnegre
El bernat capnegre (Ardea melanocephala) és una espècie d'ocell de la família dels ardèids (Ardeidae) propi de la zona Afrotròpica, que habita sabanes humides de gairebé tota l'Àfrica subsahariana.